# سیارک ۵۷۰۱
سیارک ۵۷۰۱ (به انگلیسی: 5701 Baltuck، نامگذاری:1929VS) پنج هزار و هفتصد و یکمین سیارک کشف شده‌است که در ۳ نوامبر ۱۹۲۹ کشف شد.